# Посольство Швейцарии в Германии
Посольство Швейцарии в Германии — официальная дипломатическая миссия Швейцарской Конфедерации в Германии. Размещается в центре Берлина, на Отто-фон-Бисмарк-аллее в парке излучины Шпрее, в непосредственной близости от комплекса Ведомства федерального канцлера Германии.
Современное здание посольства Швейцарии в Берлине — бывший городской особняк доктора Фридриха Теодора фон Фрерикса, возведённый в квартале Альзенфиртель архитектором Фридрихом Хитцигом в 1870—1871 годах. Ф. М. Достоевский, пациент Фрерикса, писал: «Это светило немецкой науки живёт во дворце».
В 1907 году здание было продано Фрериксом соседу, рантье Максу Эссеру, в 1910 году перешло фабриканту Эриху Кунхайму. В 1910—1911 годах архитектор Пауль Отто Август Баумгартен включил это здание в неоклассицистский проект виллы Кунхайма. Дом Кунхайма стал центром общественной жизни Берлина.
В 1919 году здание приобрела Швейцарская Конфедерация. После реконструкции в 1920 году в нём разместилась канцелярия швейцарского посольства и резиденция посла. Зданию удалось устоять перед планами Гитлера по обустройству Столицы мира Германии и уцелеть во Вторую мировую войну. На заключительном этапе битвы за Берлин в апреле 1945 года здание оккупировали советские войска и использовали для захвата Рейхстага. Посольство Швейцарии в это время эвакуировалось в Зонненберг.
В первые послевоенные годы в здании размещалась делегация по репатриации швейцарских граждан из Германии. После основания ФРГ в 1949 году делегация была преобразована в генеральное консульство Швейцарии. В 1977—1999 годах посольство Швейцарии в ФРГ размещалось в Бонне. Дипломатическое представительство Швейцарии в ГДР находилось на улице Эспланада, 21.
После объединения Германии в 1990 году здание было отремонтировано и обзавелось дополнительным корпусом, построенным по проекту архитектурного бюро Diener & Diener. Посольство Швейцарии в Германии въехало в обновлённое здание в 2000 году.